# Pagini Juridice
Pagini Juridice [ˈpad͡ʒinʲ ʒuridiˈt͡ʃe] (deutsch Juristische Blätter) war eine rumänische rechtswissenschaftliche Fachzeitschrift, die von 1932 bis 1940 in Czernowitz erschien. Sie publizierte Artikel von Wissenschaftlern und Fachleuten aus rechtswissenschaftlichen und angrenzenden Disziplinen zu Themen im Zusammenhang mit dem rumänischen und internationalen Recht mit besonderem Schwerpunkt auf der Bukowina. Darüber hinaus veröffentlichte die Zeitschrift offizielle Mitteilungen des Oberlandesgerichts Czernowitz (rumänisch Curtea de Apel Cernăuți) sowie Buchbesprechungen. Die Zeitschrift wurde von Demeter von Tuschinski, erster Präsident des Oberlandesgerichts Czernowitz, gegründet, der außerdem zusammen mit mehreren Juristen aus der Bukowina als einer der Herausgeber fungierte.

## Geschichte
Die erste Ausgabe von Pagini Juridice erschien am 1. Mai 1932. In seinem Vorwort darin erwähnte Demeter von Tuschinski, dass es im Zuständigkeitsbereich des Oberlandesgerichts Czernowitz zu jenem Zeitpunkt 230 Richter sowie zahlreiche Anwälte gab, die sich in einer ungewöhnlichen Situation befanden: Nach dem Zerfall des österreichisch-ungarischen Reiches im November 1918 war das Rechtssystem in der Bukowina auch fast vierzehn Jahre später noch nicht vollständig mit dem rumänischen vereinheitlicht. Daher gab es innerhalb dieses Zuständigkeitsbereichs Gebiete, in denen noch österreichisches oder russisches Recht galt, sowie andere, in denen rumänisches Recht praktiziert wurde. Laut von Tuschinski war es wichtig, diese Situation sowohl für die Gegenwart als auch für zukünftige Analysen zu untersuchen, und in seinem Vorwort dankte er vielen jungen Kollegen für ihre Teilnahme an der Zeitschrift.
Pagini Juridice druckte in der Folge Artikel und Buchbesprechungen zahlreicher Rechtswissenschaftler und Fachleute sowie Beiträge aus angrenzenden Fachgebieten. Viele davon hatten einen Bezug zur Bukowina, und zugleich erschienen auch Analysen zum Völkerrecht und zu anderen eher internationalen Themen. Mircea Duțu betont, dass das Oberlandesgericht Czernowitz für die Herausgabe der Zeitschrift eng mit der örtlichen Anwaltskammer und der juristischen Fakultät der Universität Czernowitz zusammenarbeitete. Im ersten Jahr wurde Pagini Juridice in einem größeren Format ähnlich DIN A4 gedruckt. Vom 15. Juli 1933 bis zur letzten Ausgabe erschien sie einheitlich in einem kleineren Format.
Am 15. Juli 1934 veröffentlichte Pagini Juridice eine Sonderausgabe zum 15-jährigen Jubiläum des Oberlandesgerichts Czernowitz. Zusätzlich zu den regulären Artikeln enthielt diese Nummer Artikel sowie zahlreiche Fotos über das Gericht und seine Geschichte. Im Oktober desselben Jahres wurde eine noch umfangreiche Ausgabe zu demselben Anlass veröffentlicht. Darin wurden zahlreiche Glückwunschschreiben, die beim Gericht eingegangen waren, sowie weitere Fotos zu dessen Geschichte abgedruckt.
1936 äußerte sich der rumänische Justizminister Valeriu Pop in einem Brief an Demeter von Tuschinski positiv zu Pagini Juridice. Die letzte Ausgabe der Zeitschrift erschien am 15. April 1940. Aufgrund der sowjetischen Annexion der nördlichen Bukowina einschließlich Czernowitz Ende Juni 1940 endete die Veröffentlichung.

## Herausgeber und Redaktion
Bei der ersten Ausgabe vom 1. Mai 1932 bestand das Direktorium aus drei Mitgliedern des Oberlandesgerichts Czernowitz: Dr. Dimitrie Tușinschi (Erster Präsident), Dimitrie Ariton (Präsident: 2. Abteilung) sowie Theodor Alexandru (Generalstaatsanwalt). Das Redaktionskomitee bestand aus drei Mitgliedern des Czernowitzer Tribunals: Camil Ionescu (Erster Präsident), Anton Iliese (Präsident: 3. Sektion) und Dr. Nicu Popescu (Präsident: 1. Sektion). Sekretäre waren P. Laufer (Rechtsanwalt) und Dr. At. Antoniu.
Ab dem 1. Mai 1933 trat Mihail A. Brăileanu, der neu ernannte Generalstaatsanwalt am Oberlandesgericht, dem Direktorium bei, wobei Theodor Alexandru ebenfalls dort verblieb. Dr. Constantin von Tuschinski (rumänisch: Constantin D. Tușinschi), dessen Artikel seit der ersten Ausgabe in Pagini Juridice abgedruckt worden waren, war ab der Ausgabe vom 1. Mai 1933 als Sekretär für die Zeitschrift gelistet. Ab der Juli-Ausgabe 1936 war er Mitglied des Redaktionskomitees.
Nach seiner Pensionierung im April 1938 wurde Dimitrie Tușinschi auf der Titelseite als „Gründer“ der Zeitschrift geführt und veröffentlichte dort weiterhin Artikel.